# 세바스치앙 라자로니
세바스치앙 바호주 라자로니(포르투갈어: Sebastião Barroso Lazaroni, 1950년 9월 25일 ~ )는 브라질의 축구 감독이다.

## 경력
1989년 코파 아메리카에서 브라질의 우승을 이끌었으며 같은 해에 남아메리카 올해의 축구 감독으로 선정되었다. 1990년 FIFA 월드컵에서 브라질 대표팀 감독을 역임하면서 3-5-2 시스템을 도입했지만 브라질은 아르헨티나와의 16강전에서 패하면서 탈락하고 만다. 브라질 대표팀 감독을 역임하는 동안 35경기를 치렀으며 21승 7무 7패를 기록했다.
브라질의 플라멩구와 바스쿠 다 가마, 그레미우, 보타포구, 카타르의 알아흘리 도하, 사우디아라비아의 알힐랄, 이탈리아의 피오렌티나, 터키의 페네르바흐체, 중국의 상하이 선화, 일본의 요코하마 F. 마리노스 등 몇몇 축구 클럽에서 감독을 역임했다.

## 수상

### 개인
- 1989년 남아메리카 올해의 축구 감독
- 2009년 카타르 올해의 축구 감독

### 클럽
플라멩구
- 캄페오나투 카리오카(Campeonato Carioca) 1회 우승 (1986)

바스쿠 다 가마
- 캄페오나투 카리오카(Campeonato Carioca) 2회 우승 (1987, 1988)

브라질
- 코파 아메리카 1회 우승 (1989)

알힐랄
- 사우디아라비아 크라운 프린스 컵 1회 우승 (1995)

상하이 선화
- 중국 축구 슈퍼컵 1회 우승 (1999)

요코하마 F. 마리노스
- J리그컵 1회 우승 (2002)

카타르 SC
- 카타르 크라운 프린스 컵 1회 우승 (2009)